# Flée (Sarthe)
Flée ist eine französische Gemeinde mit 525 Einwohnern (Stand 1. Januar 2022) im Département Sarthe in der Region Pays de la Loire; sie gehört zum Arrondissement La Flèche und zum Kanton Montval-sur-Loir.

## Geografie
Die Gemeinde liegt etwa 30 Kilometer südöstlich von Le Mans. Das Gemeindegebiet wird von den Flüssen Dinan und Yre durchquert, die beide zum Loir entwässern.

## Bevölkerungsentwicklung

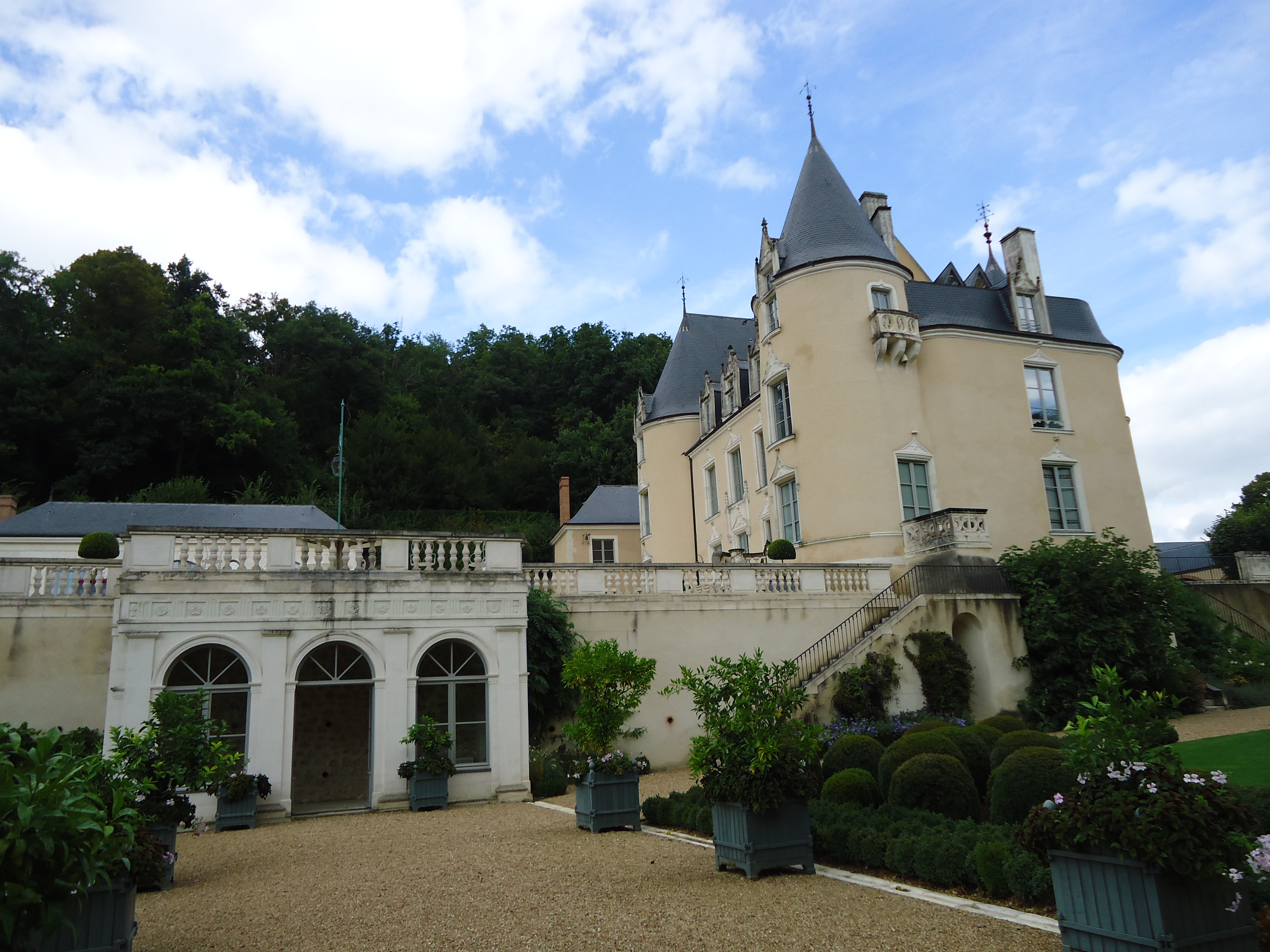
Schloss Motte-Thibergeau

| Jahr      | 1962 | 1968 | 1975 | 1982 | 1990 | 1999 | 2009 |
| Einwohner | 621  | 556  | 469  | 464  | 470  | 549  | 570  |

## Sehenswürdigkeiten
- Romanische Kapelle Sainte-Cécile aus dem 11. Jahrhundert
- Kirche Saint-Pierre aus dem 11. Jahrhundert
- Benediktinerkloster la Paix-Notre-Dame
- Schloss Ourne aus dem 11., 18. und 19. Jahrhundert
- Schloss Motte-Thibergeau aus dem 17. Jahrhundert
- Schloss Malitourne aus dem 19. Jahrhundert
- Schloss La Chevaleriea us dem 19. und 20. Jahrhundert

## Persönlichkeiten
- Louis-Eugène Cavaignac (1802–1857), General, starb in Flée